# Susan Neiman

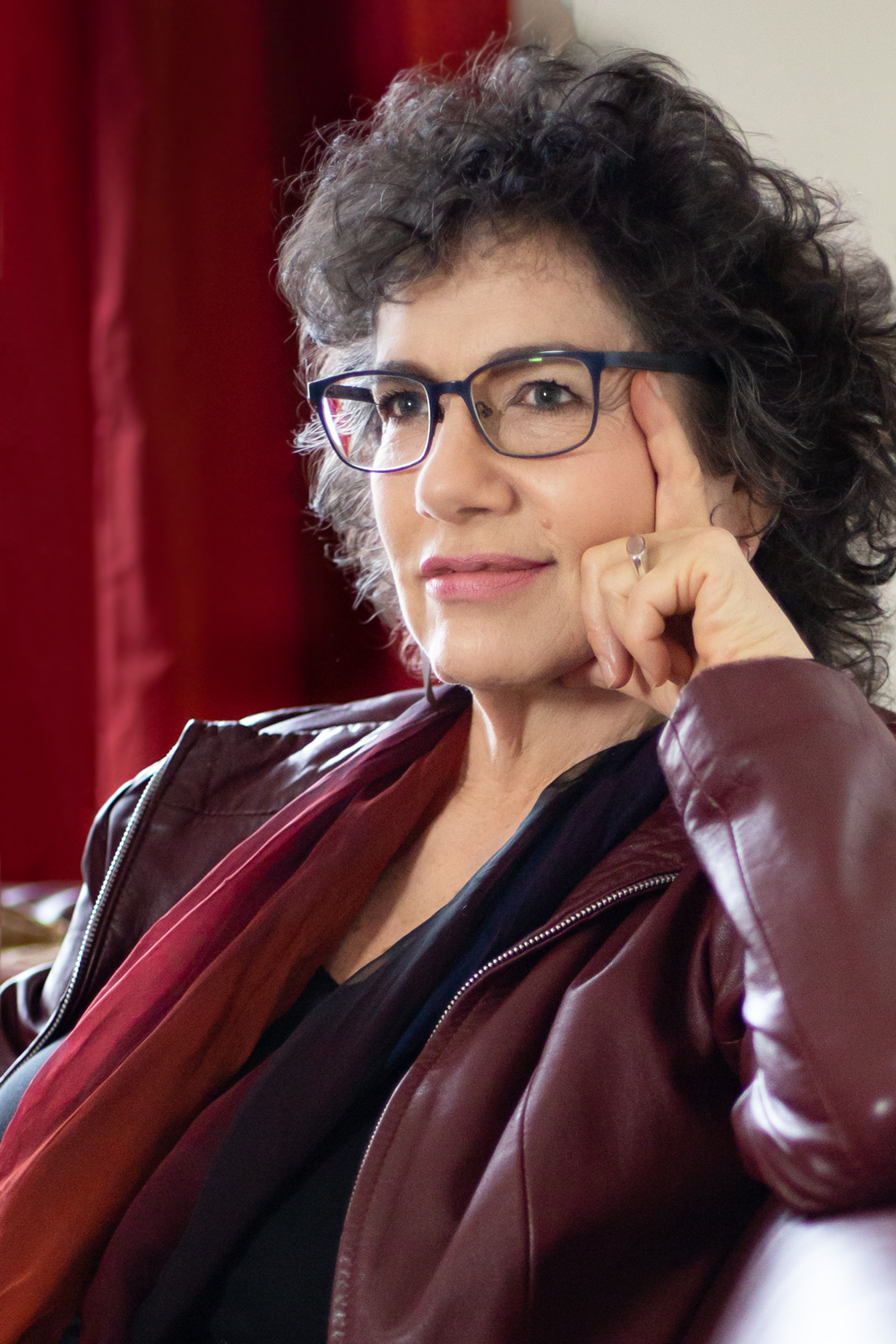
Susan Neiman (2019)

Susan Neiman (* 27. März 1955 in Atlanta, Georgia) ist eine US-amerikanische Philosophin und seit dem Jahr 2000 Direktorin des Einstein Forums in Potsdam.
Neimans philosophisches Denken kreist wesentlich um die Frage, wie Menschen damit umgehen, dass die erfahrene Lebenswirklichkeit in vieler Hinsicht nicht so ist, wie sie den Hoffnungen und Erwartungen, den Gerechtigkeitsvorstellungen und Vernunftidealen nach sein sollte. Bereits als Jugendliche war Susan Neiman politisch engagiert, seinerzeit gegen das Vorgehen der USA im Vietnamkrieg, in der jüngeren Vergangenheit gegen den Irak-Krieg der Bush-Regierung und als Wahlkampfhelferin für Barack Obama. Ihre philosophisch unterlegte Forderung nach moralischer Klarheit zielt darauf ab, herkömmliche Moralbegriffe für linksliberales Denken und Handeln wieder fruchtbar zu machen, sie also nicht konservativer Vereinnahmung und Deutungshoheit zu überlassen.

## Werdegang
Neiman wuchs in einer jüdischen Familie in Atlanta auf. Mit 14 Jahren verließ sie die Schule und lebte und arbeitete in Kommunen. Sie engagierte sich in der Bewegung gegen den Vietnamkrieg, fühlte sich nach der Lektüre von Simone de Beauvoir und Jean-Paul Sartre zur Philosophie hingezogen, holte neben kleinen Jobs den Schulabschluss nach und studierte Philosophie an der Harvard-Universität, wo sie Assistentin von John Rawls wurde. Von ihm und Stanley Cavell wurde sie 1986 promoviert. Auf der Grundlage eines Stipendiums folgte ein längerer Deutschlandaufenthalt an der Freien Universität Berlin, der vor dem Fall der Berliner Mauer und dem deutschen Wiedervereinigungsprozess endete.
Von 1989 bis 1996 war Neiman Professorin an der Yale University, danach für fünf Jahre an der Universität Tel Aviv. Ihre Hauptarbeitsgebiete sind Moralphilosophie, politische Philosophie und Philosophiegeschichte. Sie ist Mitglied der Berlin-Brandenburgischen Akademie der Wissenschaften. Im Jahr 2000 wurde sie Direktorin am Einstein Forum in Potsdam. 2021 gehörte sie der Jury für den mit 500.000 Euro dotierten Wissenschaftspreis Einstein Foundation Award der Berliner Einstein-Stiftung an. Sie ist Mitglied der Grundwertekommission der SPD.
Susan Neiman war nach dem frühen Tod ihres ersten Mannes mit dem Wiener Psychoanalytiker Felix de Mendelssohn verheiratet, der im Oktober 2016 verstarb. Sie hat drei erwachsene Kinder aus erster Ehe und lebt gegenwärtig in Berlin-Neukölln. Sie besitzt neben der US-amerikanischen auch die israelische und seit 2016 die deutsche Staatsbürgerschaft.

## Werk und Positionen

### Philosophische Reflexionen und Ableitungen
In ihrem philosophischen Hauptwerk Das Böse denken. Eine andere Geschichte der Philosophie bestimmt Neiman die beiden Hauptstränge ihrer Untersuchung wie folgt: „Die historische Untersuchung bildet eine Achse, die begriffliche Reflexion eine andere.“ Die von ihr ausgewählten Denker werden nicht in strikt chronologischer Folge behandelt, sondern unterschiedlichen Ausrichtungen zugeordnet: einerseits solchen, die nach einer Ordnung hinter den „so bestürzenden Ereignissen“ suchen, andererseits denen, die „nur die Realität“ sprechen lassen wollen.
Vergangenes Denken nachzuvollziehen, kann laut Neiman auch gegenwärtiger Orientierung eine Interpretationshilfe zur Verfügung stellen. So trete die Rolle von Glück und Zufall im Leben deutlich hervor. „Wir fragen uns“, so Neiman in der Einstimmung auf ihren Reflexionsgang weiter, „ob eine Erklärung der Dinge nicht zu nahe an ihre Rechtfertigung herankommt, und wo wir aufhören sollten. Wir fragen uns, wie wir selbst weiterhin Gerechtigkeit üben können, wo doch die Welt im Ganzen so wenig gerecht ist. Wir fragen uns, welchen Sinn es hat, uns die Welt theoretisch zu erklären, wo wir dem Leiden und dem Terror keinen Sinn verleihen können.“

#### Das Böse – vom Gottesgericht zu vielerlei „Banalem“
Zwei hervorstechende historische Geschehnisse bilden die fast 200 Jahre der neueren Geschichte auseinanderliegenden Fixpunkte, um die und zwischen denen Neimans Reflexionsgang über das Böse gelagert ist: einerseits das Erdbeben von Lissabon 1755 als ein Wendepunkt aufklärerischen Denkens und „Geburtsort der Moderne“; andererseits der Holocaust, für den speziell Auschwitz steht, als „Zusammenbruch der Moderne“. „Lissabon wie Auschwitz“, schreibt Neiman, „ereigneten sich in einer Atmosphäre größter intellektueller Gärung. In beiden Fällen ließ die Katastrophe ein Bündel von Annahmen über Bord gehen, die schon auf der Kippe standen. Doch in beiden Fällen zogen die Ereignisse Grenzen zwischen dem, was gedacht werden konnte, und dem, was nicht gedacht werden konnte.“
Sinnbild des strafenden Gottes in der monotheistischen Vormoderne war die biblische Erzählung von Sodom und Gomorrha, in der eine blühende Stadt wegen des lasterhaft-sündigen Treibens ihrer Bewohner mit Feuer und Schwefel in einen Trümmerhaufen verwandelt wird. Von einem solchen Gottesbild war aufklärerisches Denken abgerückt. Zu grausam, zu eitel und zu kleinlich schien nun der biblische Gott; eine Religion der Gerechtigkeit konnte nicht mit Blutvergießen und Grausamkeit einhergehen. Stattdessen favorisierten aufklärerische Philosophen einen Deismus, der den Gottesbeweis in der Ordnung und Zweckmäßigkeit der Natur selbst fand, gefördert vor allem von Newtons Entdeckungen. „Die Wissenschaft“, so Neiman, „galt nicht als Rivalin, sondern als Dienerin des Glaubens […] Jeder Fortschritt der Wissenschaft war ein weiterer Beweis für die Ordnung der Welt.“
Die weithin verbreitete Schreckensnachricht vom verheerenden Erdbeben in Lissabon machte verstärkt bewusst, dass deistische Vorstellungen von einer gütigen Vorsehung im Naturgeschehen unhaltbar waren. Die mit Lissabon verbundene Zäsur besteht für Neiman in der nachfolgenden Abgrenzung von Natur und Moral in Bezug auf das Böse: „Seit Lissabon hat das natürliche Böse keine passende Beziehung mehr zum moralischen Bösen, und folglich hat es überhaupt keinen Sinn mehr.“ Danach sollte man sich nur noch über das menschengemachte Böse auseinandersetzen.
Einen Begriffswandel von vergleichbarer Tragweite, wie dem auf das Lissaboner Erdbeben folgenden, reflektiert Neiman in Bezug auf Auschwitz: „Läßt sich der Wandel durch die These auf den Punkt bringen, daß die Menschheit in Lissabon den Glauben an die Welt und in Auschwitz den Glauben an sich selbst verloren hat?“ Auschwitz stelle „unsere Begriffe so entsetzlich auf den Kopf“, weil es eine Möglichkeit der menschlichen Natur zeige, die man lieber nicht hätte entdecken wollen. Neiman schließt sich der von Hannah Arendt zum Eichmann-Prozess in Jerusalem gegebenen Sicht an, dass Eichmann schuldig war und die Todesstrafe verdiente, obwohl er nach glaubhaftem eigenen Bekunden ohne bösen Vorsatz gehandelt habe. „Arendts Darstellung liefert die entscheidende Erklärung dafür, warum Auschwitz zu einem Sinnbild für das zeitgenössische Böse wurde, denn sie macht deutlich, daß Verbrechen, die so ungeheuerlich sind, daß die Erde selbst nach Vergeltung schreit, heute von Leuten begangen werden, deren Motive einfach nur banal sind. […] Verbrecher wie Eichmann weisen keines jener subjektiven Merkmale auf, mit denen wir Übeltäter identifizieren, und doch waren ihre Verbrechen objektiv so abscheulich, daß subjektive Faktoren demgegenüber irrelevant sind.“
Verstörend nennt Neiman das Fehlen einer allgemeinen Deutung bzw. Korrelation von Absicht und Bösem: „Das Problem des Bösen begann damit, daß Gottes Absichten durchschaut werden sollten. Nun scheint es, als würden wir nicht einmal aus unseren eigenen Absichten Sinn machen können.“ Arendts Betrachtungsweise, wonach das Böse keine Tiefe habe und keine Dämonie, sondern die ganze Welt verwüsten könne, „gerade weil es wie ein Pilz an der Oberfläche weiterwuchert“, macht das Böse für Neiman immerhin verstehbar: „Das Böse, davon war Arendt überzeugt, ist nur dann zu überwinden, wenn wir uns klarmachen, daß es uns in winzigen Schritten überwältigt.“ Was uns heute bedrohe, sei trivial und schleichend. Wenn aber so ungeheure Verbrechen wie der Holocaust so kleine Ursachen haben könnten, „dürfen wir vielleicht hoffen, sie zu überwinden.“
Für unzulässig hält es Susan Neiman, Formen des Bösen in größere und kleinere einzuteilen; nicht ums Vergleichen, wohl aber ums Unterscheiden gehe es. Bekannte Formen des Bösen könnten dabei helfen, den Blick für neue und andere Erscheinungsformen zu schärfen. Wer das Böse bekämpfen wolle, müsse es „in jedweder Gestalt“ erkennen können. „Eine schleichende ökologische Katastrophe ist von keinem der Industrieländer beabsichtigt, die es unterlassen, den mit Sicherheit dazu führenden Konsum zu regulieren – unsere Verantwortung, eine solche Katastrophe abzuwenden, ist damit aber keineswegs kleiner.“

#### Theodizee und conditio humana
Menschliches Leiden am Bösen und an den Übeln der Welt ins Verhältnis zu setzen zu einer göttlichen Ordnung und Vorsehung, „das Bedürfnis, in der Welt zurechtzukommen, ohne darüber zu verzweifeln“, begründet für Neiman den Drang zur Theodizee. Im Buch Hiob sieht sie dafür den biblischen Ausgangspunkt.
Die neuzeitliche Philosophie hat, wie Neiman darstellt, das Problem des Bösen als elementares Sujet aufgenommen und unter sich wandelnden Gesichtspunkten bearbeitet. Dabei seien besonders wichtige Impulse von Jean-Jacques Rousseau und Immanuel Kant ausgegangen; beide stehen werkübergreifend im Zentrum von Neimans sozialphilosophischen Reflexionen. Rousseau halte zwar am Vorsehungsglauben fest, weil ohne Belohnung und Strafe in einer anderen Welt das Elend in dieser nicht zu ertragen sei, doch würden Sündenfall und mögliche Erlösung bei ihm zu rational fassbaren menschheitsgeschichtlichen Wendepunkten. „Rousseau setzt die Geschichte an die Stelle der Theologie, und an die Stelle der Gnade die pädagogische Psychologie. Damit nimmt er Gott die Verantwortung für das Böse und schiebt sie eindeutig uns zu.“ Die menschliche Natur werde von ihm als historisch wandelbar und von menschlichen Entscheidungen beeinflussbar wahrgenommen. „Indem wir das Böse als historisches Phänomen erforschen“, folgert Neiman, „wird es Teil unserer Bemühungen, die Welt theoretisch verständlicher und praktisch veränderbar zu machen.“
Rousseaus Entwurf für eine bessere als die vorgefundene heruntergekommene Welt zeigt sich für Susan Neiman hauptsächlich in seinem Werk Émile oder über die Erziehung. Der Auftaktsatz enthalte bereits das gesamte Gedankengebäude des Verfassers: „Alles, was aus den Händen des Schöpfers kommt, ist gut; alles entartet unter den Händen des Menschen.“ Émile soll deshalb, so weit dies für ihn gefahrlos möglich ist, seinen natürlichen Antrieben gemäß aufwachsen und aus den eigenen Erfahrungen lernen. Seinem Erzieher bleibt wesentlich die Aufgabe, ihn vor gravierenden Fehltritten zu bewahren. „Ein Kind“, heißt es bei Neiman, „das nach den Absichten der Natur aufwüchse, wäre für die Übel der Zivilisation nicht anfällig und der Aufgabe gewachsen, eine bessere zu schaffen.“ Für Kant seien die Beziehungen, die Rousseau zwischen Aspekten der Kindererziehung und politischen Lebenswelten herstellte, nicht weniger erhellend gewesen als Newtons Erkenntnisse zu Naturgesetzen, so dass er in ihm den „Newton des Geistes“ erblickte.
Als die entscheidende Entdeckung Kants, zu der er im Laufe seiner späteren Studien gelangte, bezeichnet Neiman die, „daß wir notwendig unwissend sind.“ Während die frühere Philosophie in der Begrenztheit des menschlichen Wissens ein Problem gesehen habe, sei sie für Kant einfach eine Tatsache. Das gelte auch für die Verhaltensmoral: „Frei handeln heißt, ohne umfassendes Wissen oder absolute Macht zu handeln, also ohne Allwissenheit und Allmacht. Nicht zu wissen, ob unsere guten Absichten belohnt werden, ist die Bedingung dafür, daß wir sie haben.“ Andererseits bestimme der legitime Wunsch, die menschliche Begrenztheit zu überwinden, die Fassung von Kants kategorischem Imperativ: „Handle so, als ob die Maxime deiner Handlung durch deinen Willen zum allgemeinen Naturgesetz werden kann.“ Damit sei eine gottgleiche Perspektive eingenommen: „Welche Entscheidungen würden wir treffen, wenn wir die Chance hätten, die beste aller möglichen Welten zu schaffen?“
Kant, so Neiman, sei der einzige große Philosoph, der „auf der völligen Verschiedenheit von Vernunft und Realität bestanden hat – und beiden gleich viel Raum zugesteht.“ Zwei Denkschulen in der Nachfolge Kants – Neiman nennt sie die analytische und die kontinentale – seien unterschiedlicher Auffassung darüber, ob menschliches Streben nach Transzendenz sinnlos sei oder nicht. „Ist unser Trieb, die Erfahrung zu überschreiten, ein Stück obsoleter Psychologie oder gehört er zur conditio humana?“, fragt Neiman und stellt fest: „Kant war vom zweiten überzeugt, denn er war vollkommen gespalten. Das Verlangen, unsere Grenzen zu überschreiten, ist für den Menschen ebenso wesentlich wie das Wissen um dessen Unmöglichkeit.“

#### Aufklärung und Vernunft
Des Fortwirkens theologischer Begrifflichkeiten in ihrem Philosophieren seien sich Denker wie Kant, Hegel und Marx völlig bewusst gewesen, so Neiman. Bestimmte Fragen seien von verschiedenen Zeitaltern lediglich verschieden formuliert und beantwortet worden. „Der Gedanke des Fortschritts und die Idee der Vorsehung sind nur verschiedene Weisen, Versionen ein und desselben Problems darzulegen.“ Das geschehe aber nicht zufällig, sondern sage vielmehr etwas über die menschliche Natur selbst aus.
Bedeutende Vertreter aufklärerischen Denkens gab es nicht nur auf Seiten derer, die aus einer als unheilvoll erlebten Welt nach einer besseren strebten, sondern auch unter denen, die aus einer schonungslosen Begutachtung empirischer Gegebenheiten die Konsequenz zogen, dass es nichts zu verändern gebe, sondern dass es gelte, sich in der vorfindlichen Wirklichkeit einzurichten, so gut oder genüsslich das eben geht. Zu diesem Lager zählt Neiman namentlich Pierre Bayle mit seinem Dictionnaire historique et critique, Voltaire mit seinem Candide, David Hume mit den Dialogen über natürliche Religion und den Marquis de Sade mit seinen sprichwörtlichen Exzessen sowie Arthur Schopenhauer, der zu dem Schluss gelangte, die Welt in ihrer desolaten Verfassung sei selbst das Weltgericht.
Zwei einflussreiche Denker am Übergang vom 19. zum 20. Jahrhundert stehen für Neiman auf keiner der beiden von ihr gemeinten Seiten: Friedrich Nietzsche und Sigmund Freud. Nietzsche, so Neiman, versuche sich an der Überwindung der Theodizee durch Überbietung. „Kant hat uns erlaubt, uns einzubilden, wir würden Naturgesetze schaffen. Nietzsche will von uns, dass wir gleich die Schöpfer der ganzen Welt werden, nicht nur dessen, was an ihr gut ist; der Vergangenheit ebenso wie der Zukunft.“ Demgegenüber seien für Freud unsere beharrlichen Versuche, im Elend Sinn zu finden, von Kindheitsphantasien und Verlusterlebnissen gespeist. „Erst als der Vorsehungsglaube als Funktion der Triebökonomie durchschaut war, haben wir uns von ihm lösen können. Denn nichts bringt jemanden so sicher dazu, eine Position zu räumen, wie ihn dazu zu bringen, sich ihrer zu schämen.“ Für von Freud beeinflusste Menschen sind, laut Neiman, Vernunft und Natur einander so entgegengesetzt, dass die Erwartung, sie irgendwie zusammenzubringen, einen Kategorienfehler ergäbe. „Der alte Freud war gleichzeitig der schärfste Naturalist und der Urheber einer pessimistischen Anthropologie. Kein Wunder also, daß die systematische Einteilung des Bösen bei ihm wegschmilzt. Aus den verschiedenen Arten des Bösen werden bloß Beispiele für die zahllosen Weisen, auf die das Leben uns überfordert.“
Bezeichnend für Kant ist, laut Neiman, dass er „dem unwiderruflichen Riss in der Welt“ nicht ausgewichen sei. „Die Kluft zwischen dem, wie die Dinge sind, und dem, wie sie sein sollten, ist zu groß, als dass man sie mit guten Absichten überbrücken könnte. […] Ideen sind wie Horizonte – Ziele, denen man sich annähert, die man aber nie wirklich erreicht. Menschliche Würde verlangt danach, Ideale um ihrer selbst willen zu lieben, doch nichts gewährleistet, dass die Liebe vergolten wird.“ So ist es auch Kants Vernunftbegriff, den Neiman für geeignet hält, im Spannungsverhältnis zwischen Sein und Sollen, zwischen Wirklichkeit und Wünschenswertem zu vermitteln. Dieser Vernunftbegriff schließt Kants erkenntnistheoretische Skepsis ein und damit die Begrenztheit menschlichen Zugriffs auf die Wirklichkeit.
Voltaire hatte der Vernunft laut Neiman eine Doppelschwäche attestiert: Als Wahrheitsinstrument achte sie zu wenig auf Empirie; als Handlungsinstrument fehle es ihr allgemein an motivierender Wirkung und folglich an der Lenkungsfunktion. Für Kant bleibe sie aber der Antrieb, durch den die Wirklichkeit zum Besseren verändert werden kann. Obwohl es nur eine Forderung der Vernunft sei und kaum auf Erfahrung beruhe, Wünschenswertes mit der Wirklichkeit in Einklang zu bringen, gilt für Neiman andererseits, dass Erfahrung so wenig ohne Vernunft zu denken ist wie ohne Vorstellungen über Ursachen und Wirkungen. „Der Glaube, daß Vernunft in der Welt ist, ist die Bedingung der Möglichkeit dafür, in ihr weiterzumachen.“
Die Vernunft im Sinne Kants setze Zwecke und wirke sinnstiftend. Für das Erkenntnisstreben nach dem Prinzip des zureichenden Grundes – wonach für alles, was geschieht, der Grund gesucht und gefunden sein will, warum es so und nicht anders geschieht – gibt es, so Neiman, „keinen natürlichen Ruhepunkt“. Sinn sei etwas, das Menschen erringen müssten. „Ein von vornherein sinnvolles Leben wäre kein Leben gewesen.“ Das sinnstiftende Streben der menschlichen Vernunft, sich in der Welt zu Hause zu fühlen, gehe einher mit der Weigerung, die Welt sich selbst zu überlassen. „Solange wir mit guten Gründen glauben“, zitiert Neiman John Rawls, „dass eine gerechte politische und soziale Ordnung möglich ist, können wir auf Verwirklichung hoffen und dazu beitragen.“

### Moralpolitische Leitlinien
Wer gesellschaftlichen Missständen abhelfen möchte, meint Neiman, „steht ohne eine Sprache der Moral mit leeren Händen da.“ Sie hält es für falsch, auf Begriffe wie Moral, Ehre, Eigenverantwortung oder Heldentum zu verzichten und sie politischen Widersachern für oft missbräuchliche Zwecke zu überlassen. Man dürfe nicht zulassen, dass diejenigen, die die Sprache der Moral pervertiert hätten – in den USA namentlich die Tea-Party-Bewegung –, die Spielregeln bestimmen.
Aufklärung im Sinne Kants ist für Susan Neiman keine fixe Geistesverfassung, sondern ein mit Wachsamkeit verbundener Prozess fortlaufender Selbstprüfung, „die sich direkt damit auseinandersetzt, in welcher Weise das menschliche Bedürfnis nach Wahrheit und Freiheit in der westlichen Kultur ungestillt geblieben ist.“ Die Suche nach aufgeklärten Werten, die robust genug sind, dem Fundamentalismus Paroli zu bieten, sei gerade jetzt an der Zeit.

#### Bekenntnis und Artikulation
Nicht von ungefähr komme das von ihr beobachtete Meidungsverhalten, das Linksliberale in Bezug auf profilierte Moralbegriffe an den Tag legten, erklärt Neiman. Die unter sowjetischer Herrschaft begangenen Verbrechen an der Menschlichkeit seien von verstörender Wirkung gewesen, da sie begangen worden seien im Namen von Prinzipien, „die den meisten von uns lieb und teuer sind. […] Im stalinistischen Terror waren die mutigsten Bürger getötet worden, und im Osten überlebte eine freudlose, bittere Kultur, gezeichnet von Zynismus und Neid. Wenn das beim Kampf für die Ideale von Freiheit und Gerechtigkeit herauskam, wäre es dann nicht besser, die Hände in den Schoß zu legen?“
Unterdessen herrsche eine durch Verunsicherung bedingte Scheu, zum historisch-politischen Geschehen ein moralisches Urteil zu fällen. „Der Nichteinmischungspakt, der Philosophen davon abhält, über die Geschichte zu reden, und Historiker daran hindert, über Moral zu sprechen, sorgt dafür, dass sich nur wenige Menschen mit der nötigen Kompetenz ins Gefecht stürzen – außer es geht um Fragen, die so spezifisch sind, dass nur andere Spezialisten sich dafür interessieren.“ Zwar fehle es nicht an philosophischen Untersuchungen zu Moralbegriffen; dabei bediene man sich aber oft einer unverständlichen, von Alltagsbelangen losgelösten Sprache.
Neiman hält eine Rückkehr zur Sprache von Gut und Böse für nötig, etwa zum Beispiel mit Blick auf die Foltervorgänge von Abu Ghuraib und deren Nachspiel, um eine „weitere Erosion der Scham“ aufzuhalten. Denn an der Scham erweise sich das eigene Unrechtsbewusstsein vor einer Gemeinschaft, deren Werte man selbst respektiert. „Die Schuld wird häufig für das tiefer gehende Gefühl gehalten, doch die Scham hinterlässt Zeichen, die zugleich öffentlich und privat sind.“

#### Humanitärer Fortschritt
Die Frage, ob mit Mitteln aufgeklärter Vernunft im Sinne Kants Fortschritt zu erzielen sei, bejaht Neiman nur bedingt. Da wir über die Ergebnisse unseres Handelns nicht verfügten und so vieles fehlschlagen könne, sei es gut möglich, dass man eines Tages von tiefstem Zweifel ergriffen werde: „Keine der Hoffnungen hat bisher Früchte getragen; die Realität sperrt sich genauso hartnäckig wie vorher gegen die Vernunft. Die Wissenschaft schreitet vielleicht voran, aber die Menschheit scheint sich in einem Kreis von Zerstreuung und Leid zu bewegen.“
Zeichen dafür, dass es gleichwohl den Einsatz lohnt, für eine Verbesserung menschlicher Lebensbedingungen zu streiten, sieht Neiman unter anderem in der Beendigung der innereuropäischen Kriege und in der Europäischen Union mit ihrer Anlage zur Freizügigkeit im Binnenraum und zur Gemeinsamkeit. „Die Institutionen, die das gewährleisten, mögen fehlerhaft und schwerfällig sein, aber sie sind demokratisch und selbstverwaltet.“
Auch aus dem eigenen Engagement leitet Susan Neiman Anzeichen für berechtigte Fortschrittshoffnung ab: „Als wir ›We shall overcome‹ sangen, stellten wir uns vor, die gegenwärtige Realität zu überwinden und eine Welt zu schaffen, die es noch nicht gab: eine Welt, in der Schwarze dieselben Schulen besuchen, in denselben Seen schwimmen und in denselben Vierteln wohnen konnten wie die Weißen. Es lag damals noch nicht lange zurück, dass das Rote Kreuz im Zweiten Weltkrieg Blutspenden von Weißen und Schwarzen getrennt hatte und schwarze Kriegsheimkehrer ungestraft gelyncht worden waren.“ Ähnlich bedeutsame Fortschritte seien auch hinsichtlich der Frauengleichberechtigung erzielt worden: „Dass der Sexismus sich noch in vielen Formen behauptet – und in einigen Teilen der Welt können sie tödlich sein –, schmälert nicht die Bedeutung der Hinsichten, in denen das Leben von Frauen sich geändert hat. Sie sind nicht annähernd vollkommen, doch sie sind umso wichtiger, weil sie die größte Nische berühren: wie wir unser Privatleben gestalten.“
Neiman plädiert dafür, sich diese staunenswerten Veränderungen bewusst zu machen, auch wenn bei derartigen Fortschritten immer die Gefahr bestehe, dass sie nur vorübergehend sind. „Ich argumentiere für Hoffnungen, die nicht irrational sind, denn ihre Zeichen sind konkret – so konkret wie die Indizien für den Klimawandel. Beides ist real, und wir können uns nicht sicher sein, ob die Menschheit zu einem besseren Zustand fortschreitet oder ins Verderben rennt. Woran man sich hält, ist eine Frage der Entscheidung, aber diese Entscheidung muss nicht beliebig sein. Wer glaubt, dass Fortschritt möglich ist, kann angesichts des Klimawandels etwas tun. Wer es nicht glaubt, dem bleibt nur, das Fernsehprogramm zu wechseln.“

#### Individuelles Heldentum
Humanitärer Fortschritt im gesellschaftlichen Leben geht von Akteuren aus, die ihn initiieren und vorantreiben, auch von Vordenkern und Handlungsvorbildern, die dafür Orientierung bieten. Zum moralischen Helden kann für Neiman aber auch werden, wer sich Unrechtshandlungen in einem von kollektiver oder autoritärer Bösartigkeit geprägten Umfeld widersetzt. Diesbezüglich existierten jedoch keine psychologischen Untersuchungen, die sich für Vorhersagen bewährt hätten. „Manche Familienstrukturen, manche Arten der Erziehung sind der Widerstandskraft zuträglicher als andere, aber genauso häufig erscheint ein moralischer Held, auch ohne dass er in deren Genuss gekommen wäre.“ Anderes gelte aber für Prognosen zu kollektiven Reaktionen: „Man lasse anständige Menschen in unanständige Umstände geraten, und die meisten werden sich unanständig verhalten.“
In nahezu jeder Hinsicht unvorhersehbar und nur hinsichtlich der Motivlage der Beteiligten und der Wirkung ihres Handelns deutlich ist eine Erscheinungsform von Heldentum, die Neiman in den Geschehensabläufen des 11. September 2001 hervorhebt. „Nichts entsetzt am 11. September so sehr wie die Tatsache, daß die Passagiere der ins World Trade Center einschlagenden Flugzeuge nicht nur aus dem Leben in den Tod gerissen wurden, sondern auch noch Teil der Explosionen waren, die Tausende andere töteten.“ Einige Passagiere in United-Airlines-Flug 93 waren per Handy über die Terroreinschläge der Flugzeuge in die Türme des World Trade Centers alarmiert und im Bild darüber, dass auch ihre Maschine entführt und mit ungewissem Ziel in Richtung Washington unterwegs war. Indem sie durch ihren Angriff auf das Cockpit letztlich den Absturz der Maschine auf offenem Feld bewirkten, haben sie noch Schlimmeres verhindert, so Neiman. „Sie bewiesen, daß Menschen frei sind und ihre Freiheit nutzen können, um eine Welt zu beeinflussen, die sich ihrer Kontrolle entzieht.“
Um auf moralische Reflexionen und Leitvorstellungen gegründetes Heldentum in Beispiele zu fassen, hat Neiman an anderer Stelle vier Persönlichkeiten porträtiert, die sie selbst diesbezüglich besonders beeindruckt haben. Dabei handle es sich um Menschen, die veranschaulichen könnten, wie die Werte der Aufklärung sich im Handeln beweisen. Die vier Porträtierten sind David Shulman, der sich in der israelischen Friedensbewegung für einen gerechten Interessenausgleich mit den Palästinensern einsetzt; Sarah Chayes, die sich trotz aller Widrigkeiten unbeirrbar als Organisations- und Aufbauhelferin in Afghanistan engagiert; Daniel Ellsberg, der sich als Mitglied des Regierungsapparats schließlich gegen den Vietnamkrieg der USA stellte und die Publikation der Pentagon-Papiere ermöglichte; sowie Bob Moses, dessen nachhaltiger Einsatz gegen Rassismus und Diskriminierung sich in der amerikanischen Bürgerrechtsbewegung nicht erschöpfte. Alle vier von ihr ausgewählten Persönlichkeiten, betont Neiman, hätten zudem Bücher geschrieben, in denen sie ihrer Suche nach moralischer Klarheit und den Gründen für ihr Engagement nachspüren.

### Menschliche Reife und Selbstbestimmung
Eine im Rahmen menschlicher Möglichkeiten selbstbestimmte und erfüllende individuelle Existenz, wie sie in den Menschenrechten angelegt ist, stelle sich nicht automatisch ein, betont Neiman, sondern könne nur in der Auseinandersetzung mit beachtlichen Widerständen erlangt und behauptet werden. Erwachsen werden ist für sie im Sinne Kants an einen individuellen Prozess der Aufklärung gekoppelt, der zur Mündigkeit befähigt. Das dazu hilfreiche philosophische Nachdenken habe Kant im Kern – „Was kann ich wissen? Was soll ich tun? Was darf ich hoffen?“ – für allgemein zugänglich gehalten. Es sei aber auch Mut nötig, um mit einem das Leben durchziehenden Riss zurechtzukommen: „Ideale der Vernunft sagen uns, wie die Welt sein sollte; die Erfahrung sagt uns, dass sie selten so ist. Erwachsenwerden verlangt, sich der Kluft zwischen beidem zu stellen, ohne eines davon aufzugeben.“

#### Mündig werden gegen Widerstände
Wo das strukturelle Problem des Mündigwerdens liege, so Neiman, habe Kant bereits deutlich aufgezeigt: Selbst zu denken sei weniger bequem, als andere für sich denken zu lassen. Doch seien die Mittel, mit denen man heute unmündig gehalten werde, „weitaus subtiler und invasiver.“ Direkte Repression wie noch zu Kants Zeiten führe früher oder später zur Rebellion der Unterdrückten. Die moderne Konsumgesellschaft erzeuge dagegen mit den vielerlei „Spielzeugen“, die sie den Menschen aufdränge, eine Abhängigkeit durch indirekte Repression. Zwar würden weder Autos noch Smartphones als Spielzeug ausgegeben, sondern als wichtige Werkzeuge des Erwachsenenlebens betrachtet. Vorstellungen einer gerechteren und humaneren Welt dagegen würden als kindische Träume abgetan – für Neiman eine perfide Verkehrung und begriffliche Verwirrung. „Selbst die besten Regierungen dürften es als leichter empfinden, unmündige und passive Untertanen statt aktive Bürger zu regieren. Man könnte hier geradezu von institutioneller Faulheit sprechen.“
Mit Errichtung des Cyberspace erscheinen die individuellen Ablenkungsmöglichkeiten nahezu grenzenlos. Upgrades und Neuanschaffungen allein sorgten bereits für zweifelhafte Dauerbeschäftigung: „Würde man all die Stunden zusammenrechnen, die wir mit den so munter bezeichneten Upgrades verplempert haben – Wie stelle ich den neuen Wecker ein? Wie grille ich mit dem neuen Backofen? Wie speichere ich die Nachrichten auf dem neuen Smartphone oder die Bilder auf der neuen Kamera? –, wären das nicht genug Stunden, um Nahrungsmittel für alle hungrigen Kinder der Welt zu produzieren oder wenigstens ein Heilmittel gegen Krebs?“, fragt Neiman. In der Nachfolge Kants, der vom Mut sprach, sich des eigenen Verstandes zu bedienen, ist für sie das Erwachsenwerden mehr noch eine Frage des Mutes als des Wissens. Mut sei nötig, „um den Kräften zu widerstehen, die weiterhin gegen die Mündigkeit arbeiten werden, denn wirklich mündige Erwachsene lassen sich nicht lange mit Brot und Spielen ablenken.“ Erwachsenwerden heiße, die Ungewissheiten anzuerkennen, die unser Leben durchziehen, verbunden mit der Einsicht, dass wir unvermeidlich weiter nach Gewissheit suchen werden.
Alles in allem, so Neiman, möge man sich auch mit kleinen Fortschritten begnügen und sie nicht geringschätzen: „Es ist unmöglich, vollkommen mündige Bürger in einer Gesellschaft heranzubilden, die Erwachsensein unterminiert, und zugleich ist es unmöglich, ohne eine recht große Zahl mündiger Erwachsener eine andere Gesellschaft hervorzubringen.“ Immerhin werde auch eine nur teilweise gelungene Emanzipation der nächsten Generation zu einem besseren Start verhelfen.

#### Leben als lohnende Fortbewegung
Was Menschen dabei im Wege steht, mündig zu werden und erwachsen zu leben, hat für Neiman auch mit einer verbreiteten, aber aus ihrer Sicht ungerechtfertigten Furcht vor dem Älterwerden zu tun, in jüngerer Vergangenheit auf den Begriff gebracht etwa von The Who in My Generation: „Hope I die before I get old“. Neiman verweist auf neuere Studien von Psychologen und Ökonomen, die in dem Befund einig seien, dass in Relation zum Lebensalter, und zwar unabhängig vom Land und vom eigenen Lebensstandard, Glück und Zufriedenheit tendenziell nicht ab-, sondern zunehmen. Diese Studien bestätigten die sogenannte U-Kurve, die einen Stimmungsabfall bis zu einem Tiefpunkt im Bereich der mittleren Lebensjahre beschreibe, um danach stetig vermehrtes Glückserleben anzuzeigen. Weder Beschäftigung noch Einkommen oder Kinder spielten im Durchschnitt dabei eine Rolle. „Von den Vereinigten Staaten bis hin nach Zimbabwe sind die empirischen Befunde dieselben.“
Eine aufsteigende Kurve unter den menschlichen Dispositionen zeige mit zunehmendem Alter ansonsten allein die Urteilskraft, konstatiert Neiman. Die geistige Erweiterung, die dafür die Grundlage bilde, führt sie mit Kant auf Empathieerfahrung zurück, auf die individuelle Auseinandersetzung mit den vielfältigen Perspektiven von Mitmenschen, die sich im Laufe des Lebens summieren. „Auf vielen Gebieten – Philosophie, Ideologie, Politik – ist der alte Mensch einer synthetischen Schau fähig, wie sie den Jungen versagt ist“, heißt es bei Simone de Beauvoir in Das Alter.
Verbesserte Urteilskraft wiederum begünstige die Fähigkeit, so zu lernen, zu arbeiten und zu reisen, schreibt Neiman, dass man gegen die indirekte Repression der Konsum- und Ablenkungsangebote besser gewappnet sei. Nicht nur Zeit, sondern auch Raum für Erfahrungen seien dabei hilfreich. Denn wer richtig reise, finde Zugang zum Urteilsvermögen vieler Menschen und verbessere dadurch auch sein eigenes.

## Rezeption
Werkübergreifend wird Neimans über Philosophenkreise hinaus gut verständliche, anschauliche Sprache gewürdigt und eine stilistische Leichtigkeit, bei der analytische Betrachtungen mit gelegentlichen Aphorismen verbunden werden. Das Problem des Bösen werde nirgends explizit behandelt, schreibt Neiman resümierend über die Philosophie des 20. Jahrhunderts: „Was einst Ausgangspunkt der meisten philosophischen Spekulationen über Erscheinung und Wirklichkeit, Vernunft und Recht war, wurde zu einem peinlichen anachronistischen Appendix. Wir schreiben die Geschichte, die wir fortzusetzen wünschen.“

### Das Böse denken(2004)
Neiman präsentiere in ihrer Studie eine neue, originelle Lesart der Philosophiegeschichte mit dem Problem des Bösen als Organisationsprinzip, urteilt David Krause und hält die Ergebnisse für interessant und aufschlussreich. Andererseits blieben manche der angesprochenen spannenden Fragen – wie etwa die zum Thema Willensfreiheit – offen. Dazu vermisst Krause eine klare Stellungnahme.
Drei Thesen bilden für Rolf Löchel die Säulen von Neimans geschichtsphilosophischem Entwurf „von seltener Originalität“: 1. Das Problem des Bösen sei als Organisationsprinzip für das Verstehen der Philosophiegeschichte besser geeignet als jede Alternative. 2. Es bilde das Band zwischen Ethik und Metaphysik. 3. Die Unterscheidung zwischen dem natürlichen und dem moralischen Bösen sei historisch entstanden und im Zuge der aufklärerischen Debatte um das Erdbeben von Lissabon 1755 entwickelt worden. Bei der Übersetzung ins Deutsche hätte es sich laut Löchel angeboten, zwischen natürlichem Übel und moralischem Bösen zu unterscheiden. Magnus Schlette bescheinigt Christiana Goldmann eine im Ganzen glänzende Übertragung. Das Buch könne man sich in der Weise, wie Neiman sich in die Großen der Philosophiegeschichte hineinversetze, „wie ein ins Reine geschriebenes Protokoll eines Gesprächs vorstellen, zu dem Neiman einige Philosophen in ein Landhaus einlud.“

### Moralische Klarheit(2010)
Eine Dekonstruktion der Moral, vermeintlich hervorgerufen durch „die antiimperialistische Wende“ der 1970er Jahre, durch „Gender Studies“ und „Identity Politics“, sieht Alan Posener als Motivationsgrund für Susan Neimans gegenläufige Rekonstruktionsbemühungen. Der intellektuellen Linken, so Posener, erschienen die universellen Werte „als lauter Rechtfertigungen des Weißen Mannes für seine Dominanz.“ Unter dem Einfluss des Poststrukturalismus verschwimme der Unterschied zwischen Ideal und Ideologie; Subversion werde zum einzig verbleibenden Wert. Nicht nur gelehrt, sondern auch vergnüglich nennt Posener die Behandlung des Themas durch Neiman. Er würdigt es als beträchtliche Leistung, dass es ihr gelinge, Episoden des Alten Testaments, Homers Odyssee, Platons Gastmahl und die Schriften Immanuel Kants so aufzugreifen, „dass es die Lust weckt, diese Werke wieder für sich zu entdecken.“
Simon Vaut vom Progressiven Zentrum sieht Susan Neiman mit ihrem Eintreten für moralische Klarheit auf feindlichem Territorium. Auf dem Höhepunkt der Bush-Ära habe dessen Berater William J. Bennett das Buch Why We Fight: Moral Clarity and the War on Terrorism publiziert, um der amerikanischen Außenpolitik eine moralische Rechtfertigung zu geben. „Moralische Klarheit“ sei das Erfolgsrezept der amerikanischen Rechten von Reagan bis Bush gewesen. Ihren Höhepunkt habe diese Strategie nach den Terroranschlägen vom 11. September 2001 mit Bushs berüchtigter Rede über die „Achse des Bösen“ erlebt. Wie im Orwellschen „Neusprech“ seien dabei die Tatsachen dreist verkehrt worden: „Eine Phase des moralischen Niedergangs der amerikanischen Politik, in der Kriegsgründe fingiert, Bürgerrechte beschnitten und Foltermethoden legalisiert wurden, kleidete sich in eine Sprache der moralischen Reinheit.“
Für die New York Times war Susan Neimans Schrift Moralische Klarheit in der englischsprachigen Originalversion 2008 eines der wichtigsten Bücher des Jahres. The Guardian führte es im Folgejahr auf der Liste der wichtigsten Sachbücher.

### Warum erwachsen werden?(2015)
Markenfixierte Zeitgenossen, die stundenlang nach dem neuesten Smartphone anstehen, hätten natürlich etwas Kindisches an sich, heißt es in der Rezension von Hans-Martin Schönherr-Mann. Unternehmer und auch Politiker schienen in der Tat derlei Hedonismus durchaus zu unterstützen, denn infantile Konsumenten ließen sich nun einmal leichter beeinflussen als mündige Bürger. Doch greife Neiman, indem sie gegen solche Verbraucher zu Felde ziehe, „eher den entfesselten Neoliberalismus an als die Weigerung, erwachsen zu sein.“ Unter dem Strich bringe das Buch trotz mancher interessanten Gedanken „nicht viel Neues“ und wirke zudem oft belehrend.
Meike Feßmann sieht in dem historischen Teil der Abhandlung „auf höchst sympathische Weise einen gut lesbaren Ritt durch die ‚Kritik der reinen Vernunft‘ und die ‚Kritik der Urteilskraft‘“. Neiman feiere Rousseaus Emile als einzigen umfassenden philosophiegeschichtlichen Versuch, ein Handbuch fürs Erwachsenwerden zu verfassen. Im Hinblick auf die Verortung ihres Themas in der Gegenwart springe die Verfasserin jedoch etwas unglücklich zwischen Empirie und Moral hin und her, etwa bei der zweifelhaften Behauptung, dass jungen Erwachsenen das Alter zwischen dem 18. und 30. Lebensjahr als die beste Zeit des Lebens präsentiert werde – danach werde alles nur noch schlimmer. Die im Alter zunehmende Urteilskraft ist aus Feßmanns Sicht eine wunderbare Sache, doch hätten sich die Gegenstände, auf die sich diese Urteilskraft bezieht, seit dem 18. Jahrhundert auf eine Weise verändert, die von Neiman viel zu wenig in ihre Studie einbezogen worden sei.
Als eine Reise zu ausgewählten Philosophen, Nationalökonomen und Soziologen liest Anja Hirsch Neimans Buch. In diesem „Sammelsurium“ und der Sprunghaftigkeit des Argumentationsgangs liege aber auch ein Problem: Nicht immer sei deutlich, worauf die Verfasserin hinaus wolle. Es sei begrüßenswert, wenn eine Philosophin anspruchsvollen Stoff leicht verständlich formuliere und an Gegenwartsbeispielen veranschauliche. An vielen Stellen wirke der Text jedoch beliebig und plakativ. Peter Praschl resümiert hingegen: „Wie Susan Neiman das kantianische Erwachsenwerden beschreibt, ein Weg, der nie zu Ende geht, hat es etwas Subversives, das einen fast wieder jung macht. Man könnte es ruhig einmal versuchen.“

### Links ist nicht woke(2023)
Neiman kritisiert den Essentialismus der Intersektionalitätstheorie, da er mit einer Stereotypisierung von Menschen einhergehe und deren Bewusstsein an äußeren Merkmalen festmache. Sie findet, dass die Reduktion allen Strebens auf Machtgewinn gemäß der These von Michel Foucault die Möglichkeit einer gerechteren gesellschaftlichen Ordnung verneine. Ebenso befürchtet sie, dass die „Dekonstruktion“ vergangener Aufklärer dem Leugnen jeglichen gesellschaftlichen Fortschritts diene. Insgesamt widerspräche diese Ideologie den politischen Idealen und Hoffnungen aller Progressiven und Linken zutiefst.
„Was Neiman auf gerade einmal 168 Seiten zweifellos gelingt“, schreibt Jens-Christian Rabe, „ist eine exemplarisch zugespitzte Systematisierung und Charakterisierung der in den vergangenen Jahren viel diskutierten Konfliktlinien.“ Neiman habe „keinerlei Scheu davor, das Fangirl der Aufklärung zu geben.“ Einerseits vergesse sie, „wie schwer es sein kann, sich für universale Gerechtigkeit zu engagieren, wenn man etwa dauernd die Macht der Mehrheitsgesellschaft zu spüren bekommt.“ Andererseits habe Neimans „forsche Fortschrittsemphase auch etwas Mitreißendes, das in heillos komplizierten Zeiten wie diesen sehr selten geworden ist.“
Marianna Lieder zeigt sich ähnlich gespalten. Neiman demonstriere, „dass sie souverän argumentieren kann. Wenn sie etwa das Denken der Aufklärung – dem in all ihren Büchern ein besonderer Stellenwert zukommt – gegen beliebte zeitgenössische Vorwürfe verteidigt, schreibt sie pointiert und eingängig: So seien Kant, Diderot und Co. zwar alles andere als unfehlbar gewesen. Als Sündenböcke, die den Rassismus, Kolonialismus und Eurozentrismus legitimiert hätten, taugten sie dennoch nicht.“ Aber „regelrecht abenteuerlich wird es [...], sobald Neiman mit den von ihr identifizierten reaktionären Säulenheiligen und Einflüsterern der Wokeness – der Begriff wird bei ihr nirgends zufriedenstellend definiert – abrechnet.“ In diesem Sinn kritisiert Gregor Dotzauer Neiman dafür, an den Woken „vorbeizureden.“ Novina Göhlsdorf formuliert die Kritik viel schärfer: „Hinter Neimans Streitschrift scheint [...] weniger der Wunsch nach einer ergiebigen Auseinandersetzung und Annäherung unter Linken zu stehen, sondern eine sehr zeitgemäße Streitlust und das Bedürfnis nach Selbstvergewisserung eines Kreises von ähnlich Denkenden.“ Auch Samuel Clowes Huneke wirft Neiman in der Los Angeles Review of Books vor, zentrale Begriffe nicht zu definieren. Das Buch, das sich stellenweise wie eine Parodie lese, sei schludrig geschrieben, gespickt mit persönlichen Angriffen und nicht besonders wohlwollenden Interpretationen.
Im Gegensatz dazu scheint Nils Schniederjann durchaus begeistert zu sein. Neiman gelinge „auf wenige[n] Seiten, die Gefahren aufzuzeigen, die drohen, wenn die Ideen der Aufklärung vernachlässigt oder gar abgelehnt werden, besonders bei denen, die sich als progressiv verstehen.“ Er räumt zwar ein, dass das Buch „nicht immer wasserdichte und bis ins Letzte ausgeführte Argumente für ihre Thesen bietet“, stellt aber fest: „was sie manchmal an Tiefe einbüßt, gewinnt sie an Klarheit und Prägnanz der Argumentation.“
Das Buch landete gleich nach Erscheinen auf Platz 1 der Sachbuch-Bestenliste für September 2023 von ZDF, Deutschlandfunk Kultur und Die Zeit.

## Veröffentlichungen (Auswahl)
Bücher
- Slow Fire: Jewish Notes From Berlin, Schocken Books, New York 1992
- The Unity of Reason: Rereading Kant, Oxford University Press, New York 1994
- Zum Glück von Susan Neiman und Matthias Kroß, Oldenbourg Akademieverlag 2004, ISBN 3-05-004057-2.
- Das Böse denken: Eine andere Geschichte der Philosophie, Suhrkamp Verlag, Frankfurt am Main 2004, ISBN 3-518-45753-5.
- Fremde sehen anders. Zur Lage der Bundesrepublik, Suhrkamp, Frankfurt am Main 2005, ISBN 3-518-41735-5.
- Moralische Klarheit. Leitfaden für erwachsene Idealisten, Hamburger Edition, Hamburg 2010, ISBN 978-3-86854-223-3.
- Warum erwachsen werden? Eine philosophische Ermutigung, Hanser, Berlin 2015, ISBN 978-3-446-24776-5.
- Von den Deutschen lernen. Wie Gesellschaften mit dem Bösen in ihrer Geschichte umgehen können, übersetzt aus dem Englischen von Christiana Goldmann. Hanser, München 2020, ISBN 978-3-446-26598-1. Englisch: Learning from the Germans: Race and the Memory of Evil, Farrar, Straus and Giroux, 2019.
- gemeinsam mit Michael Wildt (Hg.): Historiker streiten. Gewalt und Holocaust – die Debatte. Der neue Streit über die Wurzeln des Holocaust und die Gewalt im 20. Jahrhundert. Propyläen, Berlin 2022, ISBN 978-3-549-10050-9.
- Links ist nicht woke, übersetzt von Christiana Goldmann, Hanser, Berlin 2023, ISBN 978-3-446-27802-8.

Essays und Artikel (Auswahl)
- Amerikanische Träume. In: Honneth, Kemper und Klein (Hrsg.): Bob Dylan, Suhrkamp, Frankfurt am Main, 2007
- Subversive Einstein. In: Peter Galison, Gerald Holton, Silvan S. Schweber (Hrsg.): Einstein for the 21st Century, Princeton University Press, Princeton, 2008
  - Einstein subversiv In: Osman Hajjar (Hrsg.): Heilige & Häretiker. Kultfiguren aus drei Kontinenten, Kadmos Verlag 2022
- Die Fähigkeit zu hoffen, der Freitag, 25. Juli 2008
- Moralische Klarheit, Rezension in Die Presse vom 1. August 2009
- Europe / The Outside / Enlightenment in: Robertson-von Trotha (Hrsg.) – Europe: Insights from the Outside (Kulturwissenschaft interdisziplinär/Interdisciplinary Studies on Culture and Society, Bd. 5), Baden-Baden, 2011, ISBN 978-3-8329-5583-0
- Mein Erdbeben, Die Welt, 31. August 2011
- Aufklärung und Vertrauen. In: Bielefeld, Bude und Greiner (Hrsg.): Gesellschaft-Gewalt-Vertrauen: Jan Philipp Reemtsma zum 60. Geburtstag, Hamburger Edition, Hamburg, 2012
- Politische Ziele, Moralische Gründe. In: Nida-Rümelin und Özmen: Proceedings des XXII. Deutschen Kongress der Philosophie, 2013
- Was ist Religion?, Die Zeit, 2013
- Wie wäre es mit Aufklärung? Die Realpolitik der Eurokrise löst vielleicht Probleme, sorgt aber nicht für Vertrauen. Nötig ist das Bekenntnis zu einer europäischen Wertegemeinschaft. Mit Sigmar Gabriel in: Frankfurter Allgemeine Zeitung, 3. April 2013
- After Auschwitz, After Hiroshima: Remembering Which Past? In Tester: Critical Theory and Nuclear Bombs, Thesis Eleven, 2015
- Künftiger Präsident Trump. Die Deutschen sollten keine Angst haben. Frankfurter Allgemeine Zeitung, 22. Dezember 2016
- Verantwortung für die Vergangenheit. In: Mathias Lindenau und Marcel Meier Kressig (Hrsg.): Alles relativ?, Seiten 93–112. Transcript Verlag, Bielefeld 2017.
- Ignoranz aus Scham, "Zwischen vorbildlicher Vergangenheitsaufarbeitung und neuem Antisemitismus: Was ich von den Deutschen lernte, nachdem ich "Von den Deutschen lernen" geschrieben hatte", Die Zeit, 29. Mai 2021
- Longing for Reconciliation, "The philosopher Jacob Taubes was torn between the desire to heal the split between Judaism and Christianity", The New York Review of Books, 6. April 2023
- Tiefe Eindrücke. Zu Jerry Z. Mullers Jacob-Taubes-Biografie, Merkur, Heft 888, Mai 2023

Interviews (Auswahl)
- Obama braucht den Druck von links, taz, 22. September 2012
- Susan Neiman im Interview: Man fühlt sich besser, wenn man versucht, die Welt zu verbessern brand eins, Ausgabe 09/2015
- »Sehnsucht nach neuen Herren«. Die Fürsten sind lange fort. Und der deutsche Untertan? Gibt es ihn immer noch? Ein Gespräch mit der amerikanischen Philosophin Susan Neiman. In: Die Zeit, 4. Januar 2018, S. 20.
- Gegen das Böse hilft keine Impfung In: Neues Deutschland, 23. Mai 2020

## Auszeichnungen
- Bruno-Kreisky-Preis für das politische Buch: Anerkennungspreis für Links ist nicht woke, 2023[97]
- Verdienstorden des Landes Brandenburg, 2023
- Gifford Lecturer, 2021–2022
- August-Bebel-Preis, August-Bebel-Stiftung/SPD, 2021
- Ehrendoktorwürde der Universität Hamburg, 2021
- International Spinoza Prize/Spinozalens Prijs der Stichting Internationale Spinozaprijs, 2014[98]
- Ehrendoktorwürde der Universität St. Gallen, 2014
- Tanner Lecturer, University of Michigan, 2010